# Giacomo Sagripanti
Giacomo Sagripanti, né le 28 janvier 1982 à Giulianova dans les Abruzzes, est un chef d'orchestre italien. Il est spécialisé dans l'art lyrique et la musique symphonique.

## Biographie
Il commence ses études musicales au Conservatoire Rossini de Pesaro, en piano et en composition. Il se forme également à la musique symphonique à l'Académie musicale de cette ville avant de suivre un cursus de trois ans à l'École d'opéra italien du Teatro comunale de Bologne. Il devient assistant de chefs renommés comme Renato Palumbo ou Bruno Bartoletti.
Il commence sa carrière avec une production de Hansel et Gretel, dans un spectacle pour enfants qui a beaucoup tourné en Italie. Il est invité ensuite au festival de Martina Franca pour diriger des raretés, comme Gianni di Parigi de Donizetti, Aureliano in Palmira de Rossini et Zaira de Bellini. Il participe à des productions de l'Associazione Lirica e Concertistica Italiana (ASLICO). Il dirige rapidement au Semperoper de Dresde (La Cenerentola de Rossini), à La Fenice de Venise (Madame Butterfly de Puccini), l'Opernhaus de Zürich (L’Elisir d’amore de Donizetti), le Palais des Arts Reina-Sofía de Valence (Stabat Mater de Rossini) et dans certains des festivals les plus importants (Festival d'opéra Rossini à Pesaro,, Arènes de Vérone).
En France, il débute à l’opéra de Limoges (La Traviata) puis dans la fosse d’orchestre de l’Opéra national de Paris dès 2013 (Cenerentola) en remplaçant au pied levé le chef Bruno Campanella. Il a été, depuis, engagé à de nombreuses reprises par l'Opéra, avec des critiques extrêmement positives (2013/14 : I Capuleti ed i Montecchi de Bellini ; 2014/15 : Le Barbier de Séville de Rossini ; Werther de Massenet ; 2016/17 : Carmen de Bizet ; 2018/19 : Elisir d’amore ; La Traviata ; 2019/20 : Madame Butterfly ; 2021/22 : Rigoletto ; 2023/24 : La Traviata). Il a également dirigé aux Chorégies d’orange,, au Théâtre des Champs-Élysées et à la Philharmonie de Paris.
Sagripanti est désigné Young Conductor of the Year aux International Opera Awards en 2016. Après avoir été premier chef invité à l'Opéra de Bari, jusqu'en 2023, il devient directeur musical de l'orchestre et de l'opéra de Tbilissi.
Il est constamment présent dans les plus grandes maisons d'opéra comme le Royal Opera House de Covent Garden à Londres (Traviata, Don Pasquale), le Wiener Staatsoper (Traviata, Tosca, Anna Bolena, Werther, Barbiere, Cenerentola), l’Opéra National de Munich (Cenerentola, Favorite), le Bolchoï de Moscou (Ballo in maschera, Don Carlo, Tosca), le Liceu de Barcelone (Tosca,  Viaggio a Reims, Lucia), le Teatro Maestranza de Seville (Cenerentola), et le Teatro San Carlo de Naples (Puritains, concerts).

## Discographie
- Bellini - Zaïra - Orchestra internazionale d'Italia, G. Sagripanti, direction - Bongiovanni - 2016

- Donizetti - Gianni da Parigi - Orchestra internazionale d'Italia, G. Sagripanti, direction - Bongiovanni - 2013

- Rossini - Levy Sekgapane (ténor), Münchner Rundfunkorchester, Giacomo Sagripanti, direction – Giovin Fiamma - PRIMA002 - 2019

- Dreams - Pretty Yende (soprano), Orchestra Sinfonica di Milano Giuseppe Verdi, Giacomo Sagripanti, direction - Sony - 2016

## Distinctions
- International Opera Award dans la catégorie « chef d'orchestre espoir » (2016)[14].